# 大和田出入口
大和田出入口（おおわだでいりぐち）は、大阪府大阪市西淀川区の阪神高速道路3号神戸線の出入口。神戸方面のみ出入口のあるハーフICである。
2025年（令和7年）3月18日より入口料金所がETC専用になっている。

## 道路
- 阪神高速3号神戸線(3-05)

## 料金所

### 大和田料金所
- ブース数：2
  - ETC専用：1
  - サポート：1

## 接続する道路
- 大阪府道10号・兵庫県道100号大阪池田線

## 周辺
- 国道2号
- 国道43号
- 神崎川
- 阪神本線

## 隣
阪神高速3号神戸線
(3-04) 姫島出入口 - (3-05) 大和田出入口 - (3-06) 尼崎東出口